# ニジュウマルな放課後X
ニジュウマルな放課後X（ニジュウマルなほうかごえっくす）は、エフエム香川（FM香川）で2008年4月3日から2016年3月31日まで毎週木曜日の21:00 - 21:30に放送されていたラジオ番組。

## 備考
- 前身はニジュウマルな放課後
- 第二スタジオから生放送で行っている。
- テーマ曲はブリンク 182「ファースト・デイト」。

## 主なコーナー
- もえる!投稿魂 私が最強宣伝マン
  - 商品のキャッチコピーを考える。
  - 番組開始 - 2008年5月29日

- 学校ウォーカー
  - 香川県内の中学・高校の部活動を岡が取材する。
  - 番組開始 - 2016年3月

- 恋愛ホームルーム ロマンス組
  - 担任のセクシーかよこ先生が香川の恋愛事情を探る。テーマ曲はPENICILLIN「ロマンス」
  - 2008年6月5日 - 2016年3月

## ノベルティ
- 缶バッジ（ラジ男学ランXバージョン）
  - 数種類ある。

- クレヨン

- 色鉛筆
  - 岡が気に入ったお便りのみ送られる。